# Мальтийский университет
Мальтийский университет (мальт. L-Università ta' Malta, англ. University of Malta) — высшее учебное заведение на Мальте, одно из старейших в Европе. Университет предлагает студентам степень бакалавра, степень магистра и доктора (PhD).
Университет является членом международных организаций NAFSA (Association of International Educators) и CIEE (Council for International Educational Exchange). Также университет входит в несколько университетских сообществ (the Community of Universities of the Mediterranean, the Compostela Group, the Santander network, Утрехтская сеть).

## История
Предшественником университета был Мальтийский Коллегиум (Collegium Melitense), учрежденный орденом иезуитов в 1592 году.
После изгнания иезуитов с мальтийских островов в 1768 году, Коллегиум перешел в собственность Мальтийского ордена, и в 1769 году гроссмейстером Мануэлем Пинту де Фонсекой был основан университет.
В 1798 году Наполеон завоевал Мальту, университет был упразднен и преобразован во французское учебное заведение.
В 1800 году англичане заняли столицу Мальты своими войсками, остров стал британским протекторатом.
Университет был восстановлен под руководством сэра Александра Болла, губернатора Мальты. В 1938 году король Георг VI переименовал учебное заведение в «Королевский университет Мальты».
Слово «Королевский» было удалено из названия университета, когда Мальта стала республикой в 1974 году.
В 1970-х с приходом к власти Доминика Минтоффа, университет стал более доступным для среднего класса, поскольку начали выделять финансовую помощь. В этот период количество студентов увеличилось примерно на 200 %. До 1960 года численность студентов университета была до 300 человек, а с 1970-х годов она приблизилась к отметке в 1000 человек.

## Поступление
Студенты зачисляются в университет на основе сертификатов о среднем образовании. Обязательным требованием к зачислению является владение английским языком (сертификат TOEFL или IELTS), так как обучение ведётся на английском языке, кроме профессий, для которых требуется другой язык.

## Факультеты
- Факультет архитектуры и гражданского строительства
- Факультет гуманитарных наук
- Факультет естественных наук
- Факультет искусства
- Факультет информационные технологии
- Факультет медицины и хирургии
- Факультет педагогики
- Факультет теологии
- Факультет технических наук
- Факультет хирургической стоматологии
- Факультет экономики и права

## Известные выпускники
- Эдвард Фенек Адами — президент Мальты с апреля 2004 по апрель 2009 года
- Джордж Абела — президент Мальты с 4 апреля 2009 года
- Франческо Бухаджир — премьер-министр Мальты (1923—1924)
- Гвидо де Марко — мальтийский государственный и политический деятель
- Дафне Каруана Галиция — мальтийская журналистка, политический обозреватель.
- Лоренс Гонци — мальтийский государственный и политический деятель
- Эдвард де Боно — психолог и врач, автор концепции «латерального мышления»
- Ким Чен Ир — согласно неофициальной биографии глава КНДР изучал в Мальтийском университете английский язык[3]
- Кармел Ингуанез — с 1 июля 2009 года посол Мальты в России
- Юбер, Бланш — первая в истории Мальты женщина-врач
- Тесси Камиллери — журналистка, первая в истории выпускница Мальтийского университета